# Griselinia
Griselinia és un gènere de plantes amb flors que coté set espècies d'arbusts o arbres amb una distribució disjunta molt acusada. Són plantes natives des de Nova Zelanda a Amèrica del Sud. És un exemple clàssic de la flora antàrtica. És l'únic gènere de la família Griseliniaceae; anteriorment havia estat classificada dins la família Cornaceae però n'és diferent en moltes característiques.
Les fulles són persistents i les flors molt petites amb cinc sèpals. El fruit és una petita baia oval.

## Característiques químiques
Presenten l'àcid gras àcid petroselínic que les relaciona amb les plantes apiàcies i les araliàcies. Per evidència genètica s'ha demostrat recentment que és correcte incloure la família dins l'ordre apials.